# THE IDOLM@STER SHINY FESTA
『THE IDOLM@STER SHINY FESTA』（アイドルマスター シャイニーフェスタ）は、バンダイナムコゲームスから2012年10月25日に発売されたPlayStation Portable（PSP）用音楽ゲーム（公称「新作アニメ付き・アイマスリズムゲーム」）。ハニーサウンド（英語版：Harmonic Score）、ファンキーノート（同：Rhythmic Record）、グルーヴィーチューン（同：Melodic Disc）の全3作。キャッチコピーは「いろんな私たち、魅せちゃいます♪」（英語版ではOur diverse personalities will enchant you♪）。
2013年4月22日にはiOS版アプリケーションの配信が開始された。英語に対応しており、日本、北米、フランス、台湾、香港、韓国の6つの地域で配信されていた。(2016年3月16日より配信終了)

## 概要
今作では南国リゾートを舞台とし、そこで行われる音楽祭に参加しライブを成功させるのが目的となっている。導入部には、2011年に放映されたテレビアニメ『THE IDOLM@STER』と同じ制作スタッフによる、各バージョンで展開の異なる新作アニメーションが収録されている。このアニメーションは各バージョンの初回起動時に自動で再生され、その後開放されるCONTESTモードから自由に再生することができるようになる。
アイドルマスターのPSP専用ソフトで3パッケージで発売されるのは2009年2月19日に発売された「アイドルマスターSP」以来となる。
2013年10月にニュータイプアニメアワード2013ゲームアニメーション賞を受賞。
2013年10月2日にPlayStation 3用コンテンツホームアプリ「im@s CHANNEL」内でHDリメイクとなる「アイドルマスター シャイニーTV」の配信が開始された。

## ゲームシステム
難易度
曲の難易度はDEBUT、REGULAR、PRO、MASTERの4種類。違いはアイコンの総数、長押しと同時押しの有無、ラインの違いがある。プレイサポートの設定からアイコンスピードは×1.5、×2.0まで選択可能。左右アイコン反転など変更できる。アイコン評価は下からBAD、NORMAL、GOOD、PERFECTの4種類。
プレイ評価は下からD、C、B、A、S、SS、SSS、100%SSSの8種類。100%SSSは評価画面にはSSSと表記されるがキャラクターのコメントが特別なものになっている。
基本的に左から流れてくるアイコンはL、十字キー、右から流れてくるアイコンはR、□、Δ、○、×が対応ボタンだが明確な区別がなく、例えば左のアイコンを右の対応ボタンで押すとNORMAL評価となりコンボが途中で途切れることがない。つまり単純にフルコンボを狙うだけなら左右どれか二つのボタンをひたすら連打しているだけで取れてしまう。難易度によっては長押しもあるため、アイテム使用も必要になってくる。
STAR OF FESTAではSTANDARD、HARD、EXPERTの三種。それぞれ投票数10万ポイントがクリア設定値だが、投票数獲得の難易度が違う。
CONTEST
各バージョンごとに展開の違うアニメを鑑賞することができる。ALL PLAYと1 - 4チャプターごとの再生が可能。観賞を終えるとファンがプラスされる。
STAGE
曲に合わせて左右から流れてくるアイコンがターゲットにきたタイミングで左右それぞれのボタンを押す、リズムゲームをするモード。コンボを繋げることによって「☆（キラメキ）メーター」が溜まり、メーターが溜まった状態を維持すると現れる「シューティングスター」をリズムよく押すと「シャイニングバースト」が発生し、背景のミュージッククリップが切り替わる。ゲーム結果によってファンやマニーが増える。
ミュージッククリップ
リズムゲームのバックとして、「ライブ」「バンド」「アニメ」「お芝居」に大別されるシチュエーションムービーが1曲につき2種類収録されている。アニメは総じてTVアニメ版からの流用が多い。
STAR OF FESTA
ランクCになるとロックが解除されるモード。3曲*5日間に渡りステージを行い、各難易度ごとに設定された目標ポイントを目指す。また、それぞれの日の3曲目では、ライバルと対決することが出来、これに勝利することで、そのライバルの名刺をもらうことが出来る。名刺をもらうことによって、それ以降（当日を含む）のSTAR OF FESTAの日毎合計ポイントに一定の値が加算される。
1日分の3曲の間はそれぞれの曲間にごく短いセリフがあるのみで連続プレイとなるが、3曲終了後に1日の合計得点の結果画面が表示され、それを終えるとモード選択画面に戻ってくる。1日分に分割することが出来る。
THEATER
ミュージッククリップを鑑賞することができるモード。NORMALとSPECIALを切り替えできる。再生途中でもその場面で途中切り替えが可能。
SHOP
マニーを消費してゲーム中に使用できるアイテムなどを購入できるモード。
その他・データ共有
所持マニーやアイテム、お守りなどショップで購入できるアイテムは他のバージョンでも共有できる。また、ネームカードも共有することが可能。ファン数やアイドルランク、称号（一部例外あり）は共有できない。
NAME CARD
全60種類。STAR OF FESTAの勝負で獲得できる。765プロ、876プロ、ジュピター、一部のシンデレラガールズのカードがある。RECORDで身長体重3サイズや趣味などを確認できる。キャラクターボイスはない。
なお、自バージョンの765プロ所属メンバーとはSTAR OF FESTAで対戦することはできないが、それ以外のすべてのカードをコンプリートすることでボーナスとして一気に獲得できる。

## 登場キャラクター
各バージョンともに13人全員のアイドルが登場するが、各バージョンごとにストーリーの軸となる担当アイドルが分かれている。組み合わせは以下の通り。
- ハニーサウンド - 天海春香、如月千早、三浦あずさ、秋月律子
- ファンキーノート - 高槻やよい、水瀬伊織、我那覇響、双海亜美、双海真美
- グルーヴィーチューン - 星井美希、菊地真、萩原雪歩、四条貴音

また、ライバルキャラクターとしてストーリーの軸として指定されていない765プロアイドル、876プロの日高愛・水谷絵理・秋月涼、961プロのジュピターのほか、Mobageで配信されている『アイドルマスター シンデレラガールズ』からもキャラクターが登場する。

## 収録楽曲
これまでのシリーズの関連CDに収録された曲で、ゲームには収録されていなかった曲も多数収録されている。楽曲についての詳細はTHE IDOLM@STERの楽曲一覧を参照。
共通楽曲
- MUSIC♪ 歌：765PRO ALLSTARS
- THE IDOLM@STER 歌：765PRO ALLSTARS
- READY!!歌：765PRO ALLSTARS
- CHANGE!!!! 歌：765PRO ALLSTARS
- 私たちはずっと…でしょう? 歌：765PRO ALLSTARS
- 自分REST@RT 歌：765PRO ALLSTARS
- The world is all one !! 歌：765PRO ALLSTARS
  - 初回封入特典であるバックステージパスを用いてララビットマーケット内の特設ページにアクセスすることでプロダクトコードを入手し、そのプロダクトコードをPlayStation Storeにて入力することで使用可能。

ハニーサウンド
- Vault That Borderline! 歌：天海春香・如月千早・三浦あずさ・秋月律子
- 乙女よ大志を抱け!! 歌：天海春香
- I Want 歌：天海春香
- 約束 歌：如月千早
- 目が逢う瞬間 歌：如月千早
- 隣に… 歌：三浦あずさ
- ラ♥ブ♥リ♥ 歌：三浦あずさ
- いっぱいいっぱい 歌：秋月律子
- 魔法をかけて! 歌：秋月律子
- shiny smile 歌：天海春香・如月千早
- シャララ 歌：三浦あずさ、秋月律子
- GO MY WAY!! 歌：天海春香・如月千早・秋月律子
- 神SUMMER!! 歌：如月千早・三浦あずさ・秋月律子
- 私はアイドル♡ 歌：765PRO ALLSTARS

ファンキーノート
- ビジョナリー 歌：高槻やよい・双海真美・我那覇響・水瀬伊織・双海亜美
- キラメキラリ 歌：高槻やよい
- おはよう!! 朝ご飯 歌：高槻やよい
- スタ→トスタ→ 歌：双海亜美・双海真美
- ポジティブ! 歌：双海亜美・双海真美
- Next Life 歌：我那覇響
- Brand New Day! 歌：我那覇響
- フタリの記憶 ：水瀬伊織
- 七彩ボタン 歌：水瀬伊織
- Do-Dai 歌：我那覇響・双海亜美・双海真美
- きゅんっ! ヴァンパイアガール 歌：水瀬伊織・高槻やよい
- Honey Heartbeat 歌：我那覇響・水瀬伊織・高槻やよい・双海真美・双海亜美
- SMOKY THRILL 歌：水瀬伊織・双海亜美・双海真美・我那覇響・高槻やよい
- L・O・B・M 歌：765PRO ALLSTARS

グルーヴィーチューン
- edeN 歌：星井美希・萩原雪歩・菊地真・四条貴音
- マリオネットの心 歌：星井美希
- ふるふるフューチャー☆ 歌：星井美希
- ALRIGHT* 歌：萩原雪歩
- Kosmos, Cosmos 歌：萩原雪歩
- 自転車 歌：菊地真
- 迷走Mind 歌：菊地真
- 風花 歌：四条貴音
- オーバーマスター 歌：四条貴音
- キミはメロディ 歌：四条貴音
- relations 歌：星井美希・萩原雪歩・菊地真
- Little Match Girl 歌：萩原雪歩・星井美希・四条貴音
- エージェント夜を往く 歌：菊地真・星井美希・萩原雪歩
- まっすぐ( 歌：765PRO ALLSTARS

シャイニーTV 追加楽曲
- We Have A Dream 歌：765PRO ALLSTARS
- 待ち受けプリンス 歌：765PRO ALLSTARS
- 太陽のジェラシー 歌：天海春香・双海真美・我那覇響
- 愛 LIKE ハンバーガー 歌：高槻やよい・秋月律子・星井美希
- またね 歌：765PRO ALLSTARS
- 蒼い鳥 歌：如月千早・菊地真・四条貴音
- MEGARE! 歌：765PRO ALLSTARS
- Colorful Days 歌：765PRO ALLSTARS
- arcadia 歌：如月千早
- First Stage 歌：765PRO ALLSTARS
- my song 歌：水瀬伊織・萩原雪歩・三浦あずさ
- Dazzling World 歌：秋月涼
- ALIVE 歌：日高愛
- プリコグ 歌：水谷絵理
- 空 歌：音無小鳥

## アニメパート
今回のゲームのために製作されたアニメで、それぞれ3種類の違う物語が制作されている。テレビアニメと同じスタッフによる制作だが、TBSは携わっていない。
2014年10月8日発売の『THE IDOLM@STER MOVIE 輝きの向こう側へ!』には、「シャイニーフェスタ」アニメBlu-ray同梱版に全3話が収録された特典BDが同梱されている。

### スタッフ
- 監督・キャラクターデザイン - 錦織敦史
- 原作・脚本 - バンダイナムコゲームス
- キャラクター原案 - 窪岡俊之
- シリーズ演出 - 高雄統子
- 制作 - A-1 Pictures

### 各話リスト
| 収録作                | サブタイトル       | 絵コンテ | 演出                          | 作画監督                                | 担当アイドル                                  | 使用曲                                                       |
| --------------------- | ------------------ | -------- | ----------------------------- | --------------------------------------- | --------------------------------------------- | ------------------------------------------------------------ |
| ハニー サウンド       | Music in the world | 錦織敦史 | 間島崇寛 錦織敦史（PVパート） | 河合拓也 中村章子・錦織敦史（PVパート） | 天海春香、如月千早 三浦あずさ、秋月律子       | MUSIC♪（ED） Vault That Borderline!（挿入歌）                |
| ファンキー ノート     | Music is a friend  | 舛成孝二 | 高橋正典                      | 山口智                                  | 高概やよい、水瀬伊織 我那覇響、双海亜美・真美 | MUSIC♪（ED） ビジョナリー（挿入歌） Brand New Day!（挿入歌） |
| グルーヴィー チューン | Music of love      | 高雄統子 | 原田孝宏                      | 田中裕介                                | 星井美希、菊地真 萩原雪歩、四条貴音           | MUSIC♪（ED） edeN（挿入歌）                                  |

## プロモーション
2012年6月23日 - 6月24日に開催されたライブ「THE IDOLM@STER 7th ANNIVERSARY 765PRO ALLSTARS みんなといっしょに！」にて開発中であることが公開された。
初回特典として、ララビットマーケット内の特設ページにアクセスするためのシリアルIDが印字された「バックステージパス」および『アイドルマスター シンデレラガールズ』で使用出来るシリアルコードが封入された。バックステージパスの所有者には、2013年2月10日開催のライブ「THE IDOLM@STER MUSIC FESTIV@L OF WINTER!!」の先行申込受付が行われた。

## シャイニーTV
「im@s CHANNEL」内で配信されているHDリメイク作品。ダウンロード限定販売。無料でダウンロードでき、初収録となる「We Have A Dream」が難易度DEBUT、REGULARのみプレイ可能。PRO以降は楽曲パックを購入することでプレイ可能になる。

### コンテンツパック
ダウンロードコンテンツ。購入することで新規楽曲、PS3用ボイス付きカスタムテーマが手に入るほか、新モード「SHINY@TV」（シャイニーアットティービー）がプレイ可能となる。新曲の「待ち受けプリンス」は各パックの共通曲であり、どのパックを購入しても使用可能となる。
また、コンプリート特典として、01 - 06をすべて購入で「arcadia」が、07 - 12をすべて購入で「空」が、それぞれダウンロード可能になる。「arcadia」「空」はノーマルMC（アニメMC）のみで、スペシャルMCは存在しない。
なお、一部の楽曲には新規ミュージッククリップ「グラビアミュージッククリップ」が収録されている。「グラビアフォーユー!」での撮影風景をミュージッククリップにしたもので、各アイドルのソロ曲に追加されている。
ミニアルバム01 "Flower" 春香フレンズ
2013年10月2日配信。SHINY@TV「春香のドタバタ♪クッキング」、追加楽曲6曲、春香のPS3用ボイス付きカスタムテーマのセット。
追加楽曲
- 待ち受けプリンス
- 乙女よ大志を抱け!!（グラビアMC）
- GO MY WAY!!
- Kosmos, Cosmos
- MUSIC♪
- 太陽のジェラシー

ミニアルバム02 "Cheer" やよいフレンズ
2013年10月2日配信。SHINY@TV「Hi! Touch!」、追加楽曲6曲、やよいのPS3用ボイス付きカスタムテーマのセット。
追加楽曲
- 待ち受けプリンス
- キラメキラリ（グラビアMC）
- きゅんっ! ヴァンパイアガール
- 約束
- READY!!
- 愛 LIKE ハンバーガー

ミニアルバム03 "Mystic" 貴音フレンズ
2013年10月9日配信。SHINY@TV「王女様の食卓」、追加楽曲6曲、貴音のPS3用ボイス付きカスタムテーマのセット。
追加楽曲
- 待ち受けプリンス
- キミはメロディ（グラビアMC）
- オーバーマスター
- Next Life
- CHANGE!!!!
- またね

ミニアルバム04 "Earnest" 千早フレンズ
2013年10月23日配信。SHINY@TV「Bright Songs」、追加楽曲6曲、千早のPS3用ボイス付きカスタムテーマのセット。
追加楽曲
- 待ち受けプリンス
- 目が逢う瞬間（グラビアMC）
- shiny smile
- おはよう!! 朝ご飯
- 私たちはずっと…でしょう?
- 蒼い鳥

ミニアルバム05 "Windy" 響フレンズ
2013年11月6日配信。SHINY@TV「ゲッターヒビキ」、追加楽曲6曲、響のPS3用ボイス付きカスタムテーマのセット。
追加楽曲
- 待ち受けプリンス
- Brand New Day!（グラビアMC）
- SMOKY THRILL
- 風花
- 神SUMMER!!
- MEGARE!

ミニアルバム06 "Starlight" 美希フレンズ
2013年11月20日配信。SHINY@TV「眠らせて星井の!」、追加楽曲6曲、美希のPS3用ボイス付きカスタムテーマのセット。
追加楽曲
- 待ち受けプリンス
- ふるふるフューチャー☆（グラビアMC）
- relations
- いっぱいいっぱい
- L・O・B・M
- Colorful Days

ミニアルバム07 "Heart" 雪歩フレンズ
2013年12月4日配信。SHINY@TV「ほっこり♪雪歩組」、追加楽曲6曲、雪歩のPS3用ボイス付きカスタムテーマのセット。
追加楽曲
- 待ち受けプリンス
- ALRIGHT*（グラビアMC）
- Little Match Girl
- I Want
- Honey Heartbeat
- First Stage

ミニアルバム08 "Grace" 伊織フレンズ
2013年12月18日配信。SHINY@TV「わがままセレブリティ♪」、追加楽曲6曲、伊織のPS3用ボイス付きカスタムテーマのセット。
追加楽曲
- 待ち受けプリンス
- フタリの記憶（グラビアMC）
- ビジョナリー
- 迷走Mind
- 私はアイドル♡
- my song

ミニアルバム09 "Wisdom" 律子フレンズ
2014年1月9日配信。SHINY@TV「律子の合格ダンシング」、追加楽曲6曲、律子のPS3用ボイス付きカスタムテーマのセット。
追加楽曲
- 待ち受けプリンス
- 魔法をかけて!（グラビアMC）
- Vault That Borderline!
- マリオネットの心
- THE IDOLM@STER
- Dazzling World

ミニアルバム10 "Blessing" あずさフレンズ
2014年1月22日配信。SHINY@TV「歌って踊って占って☆」、追加楽曲6曲、あずさのPS3用ボイス付きカスタムテーマのセット。
追加楽曲
- 待ち受けプリンス
- ラ♥ブ♥リ♥（グラビアMC）
- 隣に…
- スタ→トスタ→
- まっすぐ
- ALIVE

ミニアルバム11 "Future" 亜美真美フレンズ
2014年2月5日配信。SHINY@TV「電波少女隊☆アミーマミー」、追加楽曲6曲、亜美 / 真美のPS3用ボイス付きカスタムテーマのセット。
追加楽曲
- 待ち受けプリンス
- ポジティブ!（グラビアMC）
- Do-Dai
- シャララ
- 自分REST@RT
- プリコグ

ミニアルバム12 "Refresh" 真フレンズ
2014年2月19日配信。SHINY@TV「バリバリ☆エボリューション」、追加楽曲6曲、真のPS3用ボイス付きカスタムテーマのセット。
追加楽曲
- 待ち受けプリンス
- 自転車（グラビアMC）
- edeN
- 七彩ボタン
- エージェント夜を往く
- The world is all one !!

### SHINY@TV
「コンテンツパック」を購入する事で追加される新モード。765プロのアイドルたちが番組を自分たちで作り上げるべく、様々なチャレンジをするというもの。条件が設定された特殊なリズムゲームをクリアすることでアイドルから特別な「ビデオレター」を受け取る事ができる。
「GUESTチャレンジ」が発生すると「THE IDOLM@STER MILLION LIVE!」のキャラクターがライバルとして登場。勝利するとネームカードが手に入り、リズムゲームでの得点が増加する。